# Магнітна безпечна передача
Магнітна безпечна передача (МБП; англ. magnetic secure transmission, MST) — назва технології мобільних платежів, у якій пристрої, такі як смартфони, випромінюють сигнал, що імітує магнітну смугу на традиційних платіжних картках. МБП надсилає магнітний сигнал із пристрою до читача карток платіжного терміналу. Вона емулює проведення фізичної картки без необхідності оновлення програмного чи апаратного забезпечення терміналу для підтримки просунутіших технологій, таких як безконтактні платежі. Отже, на відміну від платежів за допомогою NFC, технологія МБП сумісна з майже всіма платіжними терміналами, що володіють читачем магнітної смуги.
МБП розроблена для передачі в межах 3 дюйм (76 мм) від читача магнітних карток. Поза фізичною передачею, немає жодних змін у системі карток із магнітною смугою (тобто прийняття, обробка, інформаційний вміст і криптографічні протоколи). Проте, інформація, що передається як динамічна, може дозволяти токенізацію.
МБП була спочатку розроблена LoopPay, яку придбала Samsung 2015 року й уключила її до свого сервісу Samsung Pay. 2017 року LG запустила свій конкуруючий сервіс LG Pay, який використовує подібну технологію, звану Wireless Magnetic Communication (WMC).